# آرون بورتون
آرون بورتون (بالإنجليزية: Aron Burton)‏ هو كاتب أغاني أمريكي، ولد في 15 يونيو 1938 في سيناتوبيا في الولايات المتحدة، وتوفي في 29 فبراير 2016 في شيكاغو في الولايات المتحدة بسبب السكري.

## وصلات خارجية
- آرون بورتون على موقع ميوزك برينز (الإنجليزية)
- آرون بورتون على موقع أول ميوزيك (الإنجليزية)
- آرون بورتون على موقع ديسكوغز (الإنجليزية)